# 上海东沪职业技术学院
上海東滬職業技術學院是一所曾經位於中國上海市寶山區同濟支路291號的全日制普通高等職業院校。2001年11月20日併入上海第二工業大學。

## 校史
上海東滬職業技術學院的前身是1959年9月上鋼五廠創建的上海鋼鐵工業專科學校（簡稱“鋼專”）。校址在泰和路，當年招生200人，設鋼鐵冶煉、鋼壓力加工、冶金機械裝備、金相熱處理和冶金化學分析等5個專業，學制3年。
隨着學校規模擴大，在上鋼一廠、上鋼三廠和上海金屬壓延廠（屬有色工業）設立三所分校。學校於1965年改名上海冶金工業半工半讀專科學校，1965年8月校名後又加上鋼五廠分校，學校由泰和路遷至同濟支路90號。“文化大革命”期間上海冶金工業半工半讀專科學校上鋼五廠分校陷入停頓。1971年7月學校解散，1978年8月上鋼五廠復辦“鋼專”，不設分校，定名為上海冶金專科學校分校。
1982年上鋼五廠、上鋼二廠、上海鋼鐵研究所的職工大學併入上海冶金專科學校分校，取第二校名为上海冶金職工大學。（“鋼專”的師資和校舍成為上海冶金職工大學辦學的主要力量）。
1985年2月上海冶金專科學校分校定名為上海第二冶金專科學校（簡稱“二冶專”，直至1999年8月學校轉制為高等職業技術學院，外界一直稱呼該校區實體為“二冶專”）。校址位於上海市寶山區同濟支路291號（原門牌吳淞同濟支路90號）。至1997年12月26日上海大學寶山校區奠基啟動前，「二冶專」為寶山區唯一辦學招生的全日制普通高等院校。
1990年10月，上海第二冶金專科學校併入上海冶金專科學校，組建上海冶金高等專科學校，於1991年9月啟用上海冶金高等專科學校的校名。
1990年12月31日上海冶金職工大學、上鋼一廠職工大學、上鋼三廠職工大學合併成1所上海冶金聯合職工大學（本部位於寶山區同濟支路291號），上鋼一廠和上鋼三廠各設一所分部。原上海第二冶金專科學校留在上海市寶山區同濟支路291號的教職員工同時任職於上海冶金高等專科學校寶山校區和上海冶金聯合職工大學。
1993年，在寶山區同濟支路291號的上海冶金聯合職工大學一部分校舍曾借於杉達大學作為教學點。
1999年8月上海冶金聯合職工大學與上海冶金工業學校的基礎上合併建立了上海東滬職業技術學院，與此同時上海冶金高等專科學校寶山校區撤銷。原上海鐵道大學副校長沙夢麟和原上海市教委高教辦主任李進為學院首任黨委書記和院長（鑒於學院存續時間不長，學院只有這一屆領導）。學校屬於中國教育部認定的專科層次的高等職業學校，主管部門是上海市教育委員會。學院設有信息技術、機械技術、電氣工程、經濟管理、材料加工等5個系科計16個專業。
上海東滬職業技術學院办学期间與澳大利亞霍爾姆斯學院（Holmes Institute）合作開辦了商務英語、現代文秘與辦公自動化專業。
2001年11月20日併入上海第二工業大學。
註：
上海第二冶金專科學校与上鋼五廠職工大學是同一個學校，掛兩塊牌子。
上海第一鋼鐵廠職工大學 1973年創辦，初名七二一工人大學，1980年改現名，設冶金機械、電氣自動化、軋鋼3個專業，學制為3年，至1984年7月共有154人畢業。後因招生困難，曾併入冶金局職工大學。1986年根據上鋼一廠培養人才需要，恢復招生，開設3個班級，以業餘學習為主。同時承擔工程技術人員的繼續教育、幹部崗位培訓及高級工應知培訓任務。
上海冶金聯合職工大學上鋼三廠分部（上海第三鋼鐵廠職工大學）前身是創辦於1959年的上海第三鋼鐵廠業餘鋼鐵學院。屬市冶金局，為冶金系統及本廠培養中高級科技與管理人才。1980年經市政府批准，並報教育部備案，改為上海第三鋼鐵廠職工大學。1991年6月，經國家教委批准、市高教局同意，上海冶金職工大學、上鋼一廠職大、上鋼三廠職大三校聯合組成上海冶金聯合職工大學，上海冶金聯合職工大學上鋼三廠分部校址位於浦東新區上南路300號。
註：上鋼三廠是上海浦東鋼鐵（集團）有限公司的前身。

## 學校圖書館
學校圖書館的前身是上海鋼鐵工業專科學校創辦後不久設立的圖書室，後改為圖書館。
圖書室初建時，僅有90平方米用房，設閱覽座位10個，工作人員2人。
1965年7月，隨着學校規模擴大，館舍擴大至180平方米，設閱覽座位20個。
1984年9月起由校長兼任館長，直接主管圖書館，另有副館長1名。設采編組、閱覽組、流通組、辦公室。全館工作人員16名，其中具有高級專業職稱的1名，中級4名，初級11名。
1985年9月，圖書館新館舍建成，面積達2800平方米，設閱覽室4個，閱覽座位共418個。

## 校園環境和師資力量
校園呈正方形，東南部為五層教學大樓，大樓南、北為球場和綠化地帶，大樓北側新建1幢七層實驗大樓，內有實驗室、圖書館及教室。
全校教職員工374人，其中教師180人，內有講師67人、工程師12人、高級工程師1人。
學校設冶金工程系和機電工程系，下分設特冶工程、壓力加工、金屬物理測試技術、電氣自動化、環境工程、冶金機械、電力拖動、金屬材料、冶煉、企業管理等10個專業。
學校有16個教研室，擁有各種光譜儀、電子探針掃描電鏡、電子顯微鏡、無損損傷儀及電子計算機等設備。